# Breakbeat
Breakbeat (uneori "breakbeats" sau "breaks") este un termen folosit pentru a descrie o colecție de sub-genuri a muzicii electronice, de obicei caracterizate prin folosirea unui ritm de tobe sincopat 4/4, spre deosebire de beat-ul house, techno sau trance, ce conține patru sunete de toba mare (premier), așezate la distanță egală în cadrul unei măsuri. Aceste ritmuri pot fi caracterizate prin intensivitatea cu care folosesc sincopații și poliritmicități. Ambele semnificații sunt strâns legate de hip-hop și de breaking (mai frecvent cunoscut sub numele de breakdance). 
Ca dispozitiv muzical, breakbeaturile au fost cunoscute și utilizate de aproape o sută de ani, dar numele și semnificația modernă a termenului își au originile în apariția hip-hop-ului din Statele Unite, în anii 1970. Genul de muzică electronică omonim, este în general considerat a fi un derivat al muzicii rave timpurii din Marea Britanie, unde breakbeat-urile au fost adăugate muzicii, pentru a forma ceea ce a devenit ulterior cunoscut sub numele de breakbeat hardcore. Cu toate acestea, breakbeaturile a fost folosite de către DJ-ii Americani de hip-hop și turntablism în seturi instrumentale cu mult timp înaintea apariției muzicii rave din Marea Britanie, și s-ar putea susține că cele două scene s-au dezvoltat în paralel. 
Astăzi, breakbeatul se prezintă sub forma puternicelor scene regionale din SUA și Marea Britanie. Breakbeat-urile sunt frecvent utilizate în producția de astfel de genuri muzicale, precum hip-hop, jungle sau drum and bass, hardcore, UK garage (inclusiv 2-step, breakstep și dubstep) și chiar pop și rock. Începând cu anii 1990, breakbeat-ul a fost folosit pe scară largă ca muzică de fundal pentru reclame TV, precum și în coloane sonore de film de acțiune, în special sub formă de big beat.

## Denumire
Termenul de "breakbeat" a fost folosit începand cu anii '60 pînă spre sfîrșitul anilor '90 pentru a denumi acele secțiuni ale unei piese funk sau jazz în care toate instrumentele se opresc cu excepția tobelor, pentru a lăsa o secție de ritm să cânte neacompaniată. DJ-ii timpurii de hip-hop sau cei de disco, precum DJ Kool Herc sau Francis Grasso au dezvoltat tehnica folosirii a două copii ale aceluiasi disc, repetand sectiunea respectiva (break-ul) mai mult timp, pentru a da b-boy-ilor posibilitatea de a se desfasura pe ringului de dans. În anii '80 au apărut piese întregi unde ritmul juca un rol proeminent, făcute pentru uzul exclusiv al b-boy-ilor, majoritatea preluînd influențe funk sau electro. Termenul de breakbeat a fost folosit în acest caz pentru a denumi întreaga melodie, spre deosebire de doar cateva măsuri, în cazul pieselor originale. Artiști ce au activat în cadrul genului sunt Afrika Bambataa sau West Street Mob. 
Termenul de breakbeat încă este folosit în special în SUA, în cadrul publicului larg și al comunității hip-hop pentru a descrie acest gen de muzică. În cadrul comunităților de muzică electronică și mai ales în Europa, termenul de "breakbeat" se referă de obicei la "nu-skool breakbeat", un gen mai recent de muzică ce are legături îndepartate cu primul. Un al treilea mod de folosință al termenului "breakbeat" este ca termen universal pentru tot ceea ce înseamnă muzică electronică sincopată, înglobînd stiluri precum jungle, drum'n bass, big beat etc.

## Nu-skool-breakbeat
Nu-skool breakbeat, abreviat si ca nu-breaks (breakbeat de scoala noua) este un gen de muzica aparut la sfarsitul anilor '90 in Marea Britanie, descendent al stilului Big-beat. Termenul a fost folosit pentru prima oara de catre DJ-ul si producatorul englez Rennie Pilgrem pentru a denumi nou-aparutul stil si a-l diferentia fata de parintele sau. Caracteristicile sale principale sunt ritmul sincopat de tobe si  viteza de 130-140 BPM. Piesele breakbeat pot avea influente variate, de la funk si hip-hop pana la electro si techno, fapt vizibil in numarul mare de piese bootleg (remixuri neautorizate ale unor piese mai cunoscute). 
Artisti notabili breakbeat sunt Aquasky, Krafty Kuts, Deekline, Autobots, Freq Nasty, Meat Katie, The Freestylers, The Breakfastaz, Santos & Maddox, Ctrl-Z, Ed 209, Distortionz, Far Too Loud, Evil Nine etc. Label-uri notabile sunt Finger Lickin', Thursday Club (TCR), Passenger, Hardcore Beatz, Supercharged, Bassrock, Against The Grain, Funkatech, Functional, Mob records etc.
Incepand cu 2004-2005 nu-skool breakbeat-ul s-a impartit in doua stiluri diferite, primul indreptandu-se spre house, cu ritmuri mai putin sincopate si agresive, ritm de tobe 2/4 (asemanator cu 4/4-ul house-ului) si in jurul vitezei de 130-135 BPM, purtand denumirea de "tech-funk" sau "tech". Cel de-al doilea sub-gen are o viteza de 135-142 BPM si pune accent pe basi cat mai puternici si linii melodice agresive, preluand influente din genuri precum drum'n bass. Acest gen se numeste "bass-line".

## Break-uri
Cateva break-uri (in sensul de portiuni dintr-o melodie ce contin doar tobe) au devenit celebre si au fost folosite in zeci de melodii apartinand mai multor genuri muzicale, precum hip-hop, drum'n bass etc., precum si in scopuri publicitare sau de alta natura. Cea mai cunoscuta este "Amen Break", un solo de tobe din piesa "Amen Brother" a trupei "The Winstons". Altele sunt din piesele "Funky Drummer" sau "Funky President" de James Brown, sau "Think(About it)" de Lyn Collins.

## Albume Notabile
| - Experience — The Prodigy - Music for the Jilted Generation - The Prodigy - The Fat of the Land - The Prodigy - Wider Angle - Hybrid - Dig Your Own Hole - The Chemical Brothers - Exit Planet Dust - The Chemical Brothers - Legion of Boom - The Crystal Method - Service - The Crystal Method - Community Service II - The Crystal Method - You Can Be Special Too - Evil Nine - Wide Angle - Hybrid - I Choose Noise - Hybrid - Morning Sci-Fi - Hybrid - Tectonics - Adam Freeland - Now & Them - Adam Freeland - Raw as Fuck - Freestylers - We Rock Hard - Freestylers - Pressure Point Freestylers - Freestylers - A Plump Night Out - Plump DJs - Eargasm - Plump DJs | - Wreckage - Overseer - Decksandrumsandrockandroll - Propellerheads - Electric City of Music Instructor - Music Instructor - Faith In The Future - Überzone - Rhythm and Stealth - Leftfield - Fabriclive 34: Krafty Kuts - Various Artists - Soul Trader - ILS - You've Come a Long Way, Baby - Fatboy Slim - Movement In Still Life - BT - Risotto - Fluke - Don't Look Now - Way Out West - Way Out West - Way Out West - Electro Glide In Blue - Apollo 440 - Full On... Mask Hysteria - Altern 8 - Saturday Teenage Kick - Junkie XL - Dig Your Own Hole - The Chemical Brothers - Exit Planet Dust - The Chemical Brothers - The Antidote - The Wiseguys - Out From Out Where - Amon Tobin - Bricolage - Amon Tobin |